# René Konentunnel
De René Konentunnel (Frans: Tunnel René Konen), in de volksmond beter bekend als Saint Esprittunnel (Frans: Tunnel du St-Esprit), is een autotunnel in de stad Luxemburg in het Groothertogdom Luxemburg. De 655 meter lange tunnel vormt met enkele honderden meters ervoor en erna de autoweg N57. Over de gehele lengte bestaat deze uit twee rijstroken als eenrichtingsverkeersweg richting het noorden, onder het stadsdeel Oberstadt. De weg vormt een bypass onder de nauwe straten in de voetgangerszone in het centrum van de stad.
Vlak voor de zuid-ingang van de tunnel ligt de Passerelle, een brug over het dal van de rivier Pétrusse. Aan de andere kant van de brug ligt op een afstand Station Luxemburg. Vlak voor de tunnel splitst de N50 af van de N57. Na 100 meter buigt de tunnel af naar het noordoosten onder de Kamer van Afgevaardigden en buigt weer af naar het noorden. De noord-uitgang ligt in de vallei van de Alzette. De weg komt uiteindelijk uit op de N7.
Op 5 november 1998 werd de tunnel officieel vernoemd naar René Konen, een lid van de Demokratesch Partei.

## N57
De N57 heeft een lengte van ongeveer 1 kilometer. De gehele route is enkel van zuid naar noord te berijden voor autoverkeer en heeft behalve de aansluitingen in het begin en op het eind verder geen kruisingen of andere aansluitingen. Fietsers en voetgangers zijn niet toegestaan langs deze route.
N1 ·
N2 ·
N3 ·
N4 ·
N5 ·
N6 ·
N7 ·
N8 ·
N10 ·
N11 ·
N12 ·
N13 ·
N14 ·
N15 ·
N16 ·
N17 ·
N18 ·
N19 ·
N20 ·
N21 ·
N22 ·
N23 ·
N24 ·
N25 ·
N26 ·
N27 ·
N28 ·
N31 ·
N32 ·
N33 ·
N34 ·
N35 ·
N37 ·
N38
N50 ·
N51 ·
N52 ·
N53 ·
N55 ·
N56 ·
N57